# Team Rocket
 (octobre 2019).
Si vous disposez d'ouvrages ou d'articles de référence ou si vous connaissez des sites web de qualité traitant du thème abordé ici, merci de compléter l'article en donnant les références utiles à sa vérifiabilité et en les liant à la section « Notes et références ».

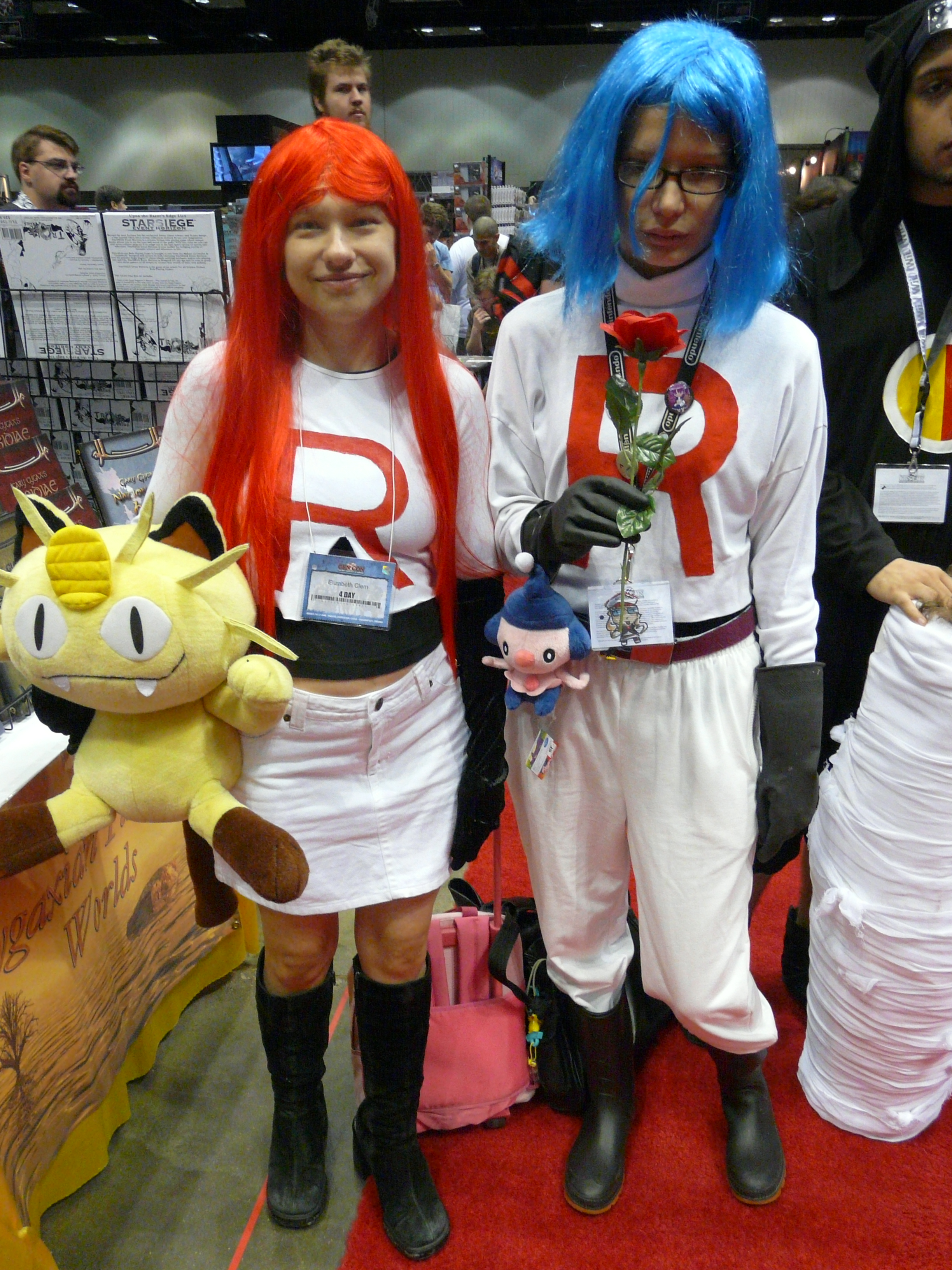
Cosplay de Jessie (à gauche) et de James accompagnés par un Miaouss en peluche.

La Team Rocket (ロケット団, Roketto Dan) est une organisation criminelle fictive de la série animée japonaise et du jeu vidéo Pokémon.

## Histoire
La Team Rocket est une organisation criminelle sous la propriété de Giovanni, un homme riche et puissant dont l’ambition est de devenir le maître de tous les Pokémon et de collecter les plus précieux. Giovanni était souvent accompagné de son Pokémon Miaouss avant que celui-ci ne soit envoyé sur le terrain avec Jessie et James afin de les aider à remonter leur niveau et il sera remplacé par un Persian qui est son stade d’évolution supérieur. La Team Rocket apparait pour la première fois dans le deuxième épisode de la série.
Pour améliorer leurs rendements, Giovanni adopte la méthode de monter ses équipes les unes contre les autres : il donne aux plus fidèles et aux plus serviables des primes et une certaine reconnaissance.
Dans le premier film Pokémon, Giovanni, toujours à la recherche de Pokémon plus puissants, finance un projet scientifique consistant à créer un puissant clone du Pokémon Mew : Mewtwo. Il promet à ce dernier de le considérer d’égal à égal mais, finalement, l’enferme dans une armure afin d’accroître sa puissance et ne s’en sert que dans son propre intérêt. Mewtwo décide alors de se rebeller et détruit le complexe scientifique de Giovanni.  Un an plus tard, Giovanni le retrouve et arrive par chantage à attaquer ses amis Pokémon et à le mettre dans une machine pour enlever ses forces, mais finalement il sera libéré par Sacha et Pikachu.

## Le trio Jessie, James et Miaouss
Ces trois membres de la Team Rocket sont devenus les emblèmes de l’organisation grâce à leur omniprésence dans la série télévisée.
Ils sont connus pour leurs tirades grandiloquentes et leurs nombreuses tentatives aussi originales les unes que les autres (notamment en se déguisant ou en se camouflant) pour dérober le fameux Pikachu de Sacha. Malgré une rivalité grandissante avec Sacha au fur et à mesure de leurs défaites, il arrive qu’ils aient à se rallier à lui lors de certains épisodes.
Miaouss, lui, était l’animal fétiche de Giovanni avant d’être envoyé sur le terrain pour aider Jessie et James qui étaient en situation critique.
Agacé par leurs nombreux échecs, leur chef Giovanni refuse de les aider ou de leur faire confiance pour d’autres missions (jusqu'à la saison Best Wishes où il leur envoie des équipements presque plus sophistiqués que ceux de Butch et Cassidy). Le groupe est cependant très soudé : il n’y a aucun chef (même si Jessie mène parfois la troupe) et ils mettent leurs économies en commun pour acheter leur matériel. Malgré des qualités de combattant relativement médiocres, Miaouss a l’avantage d’être doué de parole et peut ainsi traduire pour eux le langage des Pokémon.
Cela dit, le trio n’est pas très expérimenté dans le vol et n’arrive jamais à ses fins : très souvent leurs pièges se ressemblent et il arrive qu’ils tombent eux-mêmes dedans.
Leurs moyens de locomotion sont généralement la montgolfière « Miaouss », les sous-marins « Magicarpe » ou « Léviator ». Mais ils peuvent utiliser d’autres moyens plus spécifiques selon le lieu et le plan fixé.
Au sein de la Team Rocket, ils ont également leurs rivaux : Butch et Cassidy qui forment un duo comme Jessie et James et auquel Giovanni accorde plus de crédit car leurs plans réussissent quasiment toujours… excepté quand Sacha s’en mêle.
Les prénoms originaux de Jessie et James (Musashi et Kojirō), sont une référence à Musashi Miyamoto et Kojirō Sasaki, deux fameux escrimeurs japonais de l’époque d’Edo. Les prénoms anglophones sont un jeu de mots sur le nom du célèbre hors-la-loi Jesse James.
Les prénoms Butch et Cassidy sont également un jeu de mots avec le criminel Butch Cassidy.
Il est à noter que dans la nouvelle saison de Pokémon se situant dans la région d'Unys, le trio est devenu beaucoup plus sombre et dangereux ; ils recevaient désormais leurs ordres directement de Giovanni, et ne couraient pratiquement plus après Pikachu mais ils sont redevenus loufoques et sympathiques au cours de XY. Il est également à noter, que pour la première fois depuis le début de la série, ils ont changé de vêtements, changement mineur : seule la couleur a changé passant du blanc au noir pour l'espace de 25 épisodes. Nous pouvons aussi relever que tous leurs Pokémon (excepté Miaouss) ont été envoyés au QG de la Team Rocket, un autre changement majeur vient du fait que désormais, ils réussissaient leurs missions. Ils ont eu leur promotion d'Unys à la suite de l'envoi d'un faux rapport dans lequel ils se vantaient avoir vaincu seuls la Team Galaxie et ensuite ils font le même genre de faux rapport à chaque fois. Giovanni continue de leur faire confiance depuis mais dans Soleil et Lune sa secrétaire commence à se méfier d'eux 

### Jessie
Jessie (de son nom complet Jessica) est une fille issue d’une famille pauvre qui n’a pu réaliser ses rêves. Lors de son inscription à l'examen d'admission à la ligue Pokémon, elle déclare avoir dix-sept ans (saison 1, épisode 51, 3 minutes et 5 secondes) mais ce n’est certainement pas son âge réel car il est mentionné plusieurs fois au cours des différentes séries qu’elle et James sont adultes. Sa mère était l’une des plus brillantes agents de la Team Rocket, mais elle est morte pendant une mission qui consistait à retrouver Mew. Malgré ses origines modestes, elle a étudié dans une prestigieuse école privée de dressage des Pokémon, comme James (saison 1, épisode 9). En rentrant dans la Team Rocket, elle a dû faire équipe avec James et avec un Miaouss parlant.
Au début de la série, elle possède un Abo qui évolue en Arbok qu’elle libère une fois sur Hoenn pour le remplacer par un Séviper. À Johto, elle capture un Excelangue qui est plus tard échangé contre un Qulbutoké. Elle capture également un Chenipotte qui devient un Papinox, qu’elle a relâché durant la saison 11 mais elle attrape un Papinox chromatique a la place. Elle a aussi capturé un Yanma qui a rapidement évolué en Yanmega.
On peut voir dans les premières saisons qu’elle a également fait une école d’infirmière en Centre Pokémon où elle n'était pas douée. Elle ira dans une école spécialisée pour les Pokémon aide-soignants, car elle ne peut entrer dans celle des infirmières. Elle travailla avec des Leveinard durant cette période. Mais n'étant pas un Pokémon, elle échoua lamentablement aux examens, mais deviendra amie avec sa partenaire Leveinard, évolué en Leuphorie quand elles se revoient à Johto.
Il y a également dans un épisode des souvenirs d’enfance de Jessie où sa mère lui confectionnait des déjeuneiges (déjeuners à base de neige aromatisée, caramélisée…).
Dans Pokémon Noir et Blanc, elle capture un Chovsourir, dans la série XY, elle attrape un Pitrouille qui évoluera en Banshitrouye et dans Soleil et Lune elle capture un Mimiqui.
Personnalité
Elle a un caractère impulsif et agressif, parfois violent. Elle est capricieuse, égoïste, jalouse, très gourmande (bien que conservant une taille de guêpe), susceptible et est très narcissique mais ces défauts sont dus à son enfance difficile. Elle est également spontanée, impatiente, s'ennuie facilement et très romantique :  toujours à la recherche du prince charmant. Elle trouve souvent mignons les Pokémon bizarres. Elle est souvent la meneuse du groupe et prend généralement les initiatives face au flegme de James et Miaouss sauf à Alola dans Soleil et Lune où son esprit est en permanence en mode « vacances et repos ».
Elle peut parfois se montrer très cruelle mais cache en réalité  un cœur en or qu'elle essaye d'étouffer un maximum sous sa carapace de « femme forte ». Son égoïsme la pousse souvent à penser à son bien-être avant celui de ses coéquipiers mais elle tient cependant énormément à Miaouss et James. Elle n'est pas aussi méchante qu'elle veut le faire paraître. Son comportement s'explique par la pauvreté de son enfance, la méchanceté des autres écoliers et la perte de sa mère. La personne qu'elle déteste plus que tout est sa rivale : Cassidy. Cette dernière avait été sa meilleure amie par le passé mais leur complicité s'est transformée en haine pour une raison assez floue.

### James
Au contraire de Jessie, James est issu d’une famille aisée et possédait un Caninos très jeune. Ses grands-parents soignent des Pokémon. Mais il a dû fuir sa famille pour éviter un mariage forcé avec une fille dominatrice qui voulait le changer à coup de fouets et pour ne plus avoir à supporter les protocoles aristocratiques. Il part alors dans une école étudier les Pokémon avec Jessie où ils obtiennent des notes catastrophiques (saison 1, épisode 9). Peu après, ils intègrent un gang de bicyclettes dont ils deviennent les plus doués.
Ensuite, il intègre la Team Rocket avec Jessie et Miaouss.
Au début de la série, il possède un Smogo qui évolue ensuite en Smogogo qu'il a dû relâcher pour protéger des Smogo d'un chasseur. Il a réussi à capturer un Boustiflor qui évolue par la suite en Empiflor et qui tente de l’avaler chaque fois qu’il le sort de sa Poké Ball. Il possède aussi un Magicarpe qu’il a acheté très cher (300 $) avec l’avance de salaire de Jessie et qui a ensuite évolué en un puissant Léviator qu’il n’a jamais su maîtriser. À la ligue Hoenn, il capture un Cacnéa et un Éoko. Ce dernier tombe malade dans un épisode du Battle Frontier (saison 9). James rend visite à ses grands-parents dans cet épisode mais leur laisse Eoko, qui a besoin de repos. Le Mime Jr. de son grand-père, ressentant la tristesse de James, décide de l’accompagner. Il a aussi un Vortente, qui comme Empiflor avale James chaque fois qu’il est envoyé, comme Cacnea qui serre amoureusement James dans ses bras couverts d’épines à chaque fois qu’il apparaît (quitte à oublier le combat… James s'en séparera dans la saison 11), le confiant à Flo, la championne de Vestigion.
James est considéré par de nombreux fans comme le beau garçon de la série, « bishōnen » en japonais. Lors des introductions chorégraphiées de la Team Rocket, qui se répètent presque à chaque épisode, il tient très souvent entre ses dents une rose, qui se révèle être un accessoire en plastique. Il collectionne les capsules de bouteilles.
Dans Pokémon Noir et Blanc, il capture un Tutafeh et un Gaulet, dans la série XY, il attrape un Sepiatop et dans Soleil et Lune, il capture une Vorasterie qui est amoureuse de lui et après 70 épisodes sans Pokémon dans « Les voyages » il capture Morpeko.
Personnalité
Dans le trio, il est le plus sensible et le plus immature, mais il est aussi le plus calme, le plus doux et le plus méthodique. Il manque beaucoup de confiance en lui et lorsqu'un événement déclencheur lui permet d'exposer ses talents, il a des excès de zèle et il devient frimeur. Il garde de son passé une certaine forme de noblesse et d’élégance qui transparaît par une rose qu’il apporte souvent avec lui. Comme ses équipiers James a voulu devenir « méchant » en raison de son passé  difficile car bien qu'étant issu d'une famille fortunée il ne recevait que des brimades de ses parents, il était maltraité dans un sous-sol glauque par sa fiancée choisie pour un mariage arrangé et il ne recevait aucune forme d' affection à part de ses grands-parents et son caninos.
Généralement, il s’occupe de construire le matériel avec Miaouss et dépense parfois naïvement l’argent de l’équipe dans des escroqueries dont il est victime. Il s’occupe aussi des taches ménagères. En dépit des apparences il est beaucoup plus intelligent qu'il n'y paraît car il est très doué dans de nombreux domaines ;  en particulier informatiques et mécaniques à l'inverse de Jessie qui n'y connaît pas grand chose. Il est aussi le plus gentil et le plus naïf du groupe et ne trahit jamais une personne qui se sera montrée serviable envers lui. Il possède aussi une forme d’humour plus développée que ses collègues mais n’est pas doué pour raconter des blagues. Depuis que ses parents l’ont obligé à se marier, James déteste les engagements. Il adore ses amis et ne les quitterait pour rien au monde, il adore aussi la liberté, et se déguiser. (durant les premières saisons, James avait tendance à se déguiser très fréquemment en fille, mais cette tendance s’est atténuée au fil du temps. Malgré cela, il garde tout de même un caractère assez « féminin »).
Une autre grande particularité de James est qu'il n'a jamais combattu l'un de ses Pokémon pour le capturer. Ce sont eux qui choisissent de se joindre à lui. Sa relation avec ses Pokémon est très fusionnelle. Ainsi, certains le piquent, l'avalent ou le mordillent pour lui faire un câlin « douloureux » dès leur sortie de Poké Ball.

### Miaouss
Abandonné par son maître, Miaouss tente de survivre dans les rues d’Hollywood où il intègre un clan de Miaouss dirigé par un Persian. Miaouss découvre une Miaouss fille appelée Miaousie issue de la bourgeoisie dont il tombe amoureux et entreprend de nombreux efforts pour la séduire. Sachant qu’elle n’aime que les humains, Miaouss décide de s’humaniser en apprenant à lire, à parler et à marcher. Mais Miaousie le rejette, le considérant comme un monstre mi-humain mi-Pokémon.
Meurtri, il quitte sa bande pour rejoindre la Team Rocket où il devient le Pokémon chouchou de Giovanni, le grand patron de l’organisation. Mais Jessie et James étant en difficulté, on l’envoie sur le terrain pour les aider et Giovanni le remplace alors par un Persian qu’il rêve de détrôner depuis.
À un moment de l’aventure, Miaouss s’attache à l’œuf de Togepi qu’il materne avec amour mais est contraint de le rendre à Sacha.
Avant la Ligue Indigo, il retourne à Hollywood pour se replonger dans ses souvenirs. Il y affronte son ancienne bande et retrouve Miaousie qui ne l’aime toujours pas. Le cœur lourd, il repart, soutenu par Jessie et James qui lui déclarent alors leur amitié.
Les Miaouss ressemblent fort aux Maneki-neko, des statues de chat que certains commerçants japonais mettent à l’entrée de leur magasin pour attirer les clients, ou la bonne fortune (cela dépend quelle patte est tendue par la figurine). D’ailleurs, une des attaques des Miaouss, Jackpot, a pour particularité de blesser les adversaires… et de donner de l’argent aux dresseurs gagnants !
Personnalité
Miaouss est un des rares Pokémon dotés de la parole, il est néanmoins très colérique et aime passer ses griffes sur Jessie et James pour se calmer. Bien plus malin que la plupart des Pokémon, il est doté d’une forte sensibilité même s’il aime jouer les durs et propose ou améliore les plans de Jessie et James. Comme les chats, il aime jouer avec une balle et déteste l’eau.
Avec ses remarques, il brise souvent le quatrième mur : il s'adresse aux spectateurs, évoque le fait d'être dans un dessin animé, etc.
C'est un excellent mécanicien ; c'est probablement lui qui fabrique tous les méchas du trio avec l'assistance de James qui a aussi de nombreuses compétences dans ce domaine.
Sa relation avec Pikachu est assez compliquée ; tant que Pikachu se trouve avec son dresseur adoré, Miaouss ne pourrait voir en lui qu'un Pokémon de valeur dont il pourrait s'emparer. Mais il arrive que les deux Pokémon se retrouvent seuls ; dans ce cas, une certaine amitié a pu se nouer et remplacer la rivalité.

## Autres membres

### Dr. Fuji
Scientifique engagé par Giovanni pour créer Mewtwo (littéralement MEW DEUX), un clone de Mew. Dans le premier film, Mewtwo contre-attaque, il fait des recherches sur le clonage. On[Qui ?] raconte qu’il aurait cloné sa fille décédée et que son épouse, dégoûtée, l’aurait quitté. Le but du clonage était de créer des doubles plus puissants que les originaux. Il mourra, tué dans l’explosion que Mewtwo provoquera dans sa colère (c'est l'un des deux seuls personnages qui meurt dans la série et le seul qu'on voit véritablement mourir).
Son nom vient du mont Fuji.

### Giovanni
C'est le chef de la Team Rocket. Agents secrets, agents doubles, et agents de terrain, dont les deux plus célèbres sont Jessie et James (voir ci-dessus). Giovanni leur confie la tâche perdue d’avance de voler un certain Pokémon, appartenant à un jeune dresseur nommé Sacha, car il voit en Pikachu le plus formidable Pikachu de son époque, et souhaite le voler à son dresseur.
C’est lui qui a organisé l’expédition pour retrouver Mew, et qui a fait créer Mewtwo, à son grand dam.
Giovanni chérit ses Pokémon de type Sol et Roche qui forment son équipe. Il est également le champion de l’arène de Jadielle, il est donc le huitième champion de la ligue de Kanto. Son seul Pokémon qui, malgré son type Normal, reste puissant, est l’évolution de Miaouss, Persian.
Il est vraisemblablement le père du rival aux cheveux rouges que l’on croise dans les versions Argent/Or sur Game Boy Color ou Argent Soul Silver/Or Heart Gold sur Nintendo DS, comme l’indique un évènement spécial débloqué grâce à un Célébi obtenu lors d’une distribution spéciale.
Ce Célébi ramène le joueur trois ans auparavant, où l’on peut assister à une dispute entre le rival et son père, Giovanni.
D'après un trailer, Giovanni va apparaître en personne dans la région d'Unys lors du conflit à venir Team Rocket / Team Plasma, initialement programmé le 17 mars, ce double épisode a été déprogrammé à la suite des événements tragiques qui se sont déroulés au Japon et ont été reprogrammés à une date non encore connue, certains éléments présent dans l'épisode diffusé à la place de ce double épisode et qui en est la suite chronologique, sous-entendent que Giovanni aurait disparu et que la Team Rocket serait dissoute.
Son visage est non visible dans l'anime jusqu’à la rencontre de Régis en utilisant Mewtwo.
Personnalité
Giovanni, en tant que chef de la Team Rocket, aime la puissance et la domination, et cela passe par la volonté de posséder des Pokémon forts, que ceux-ci ne lui appartiennent ou non à l'origine, ses sbires ayant pour ordre de voler les dresseurs partout dans la région. Il est toujours prêt à tout pour arriver à ses fins, quitte à détruire la nature ou écraser les plus faibles.
Giovanni est un personnage très imbu de lui-même, représentant un peu l’archétype du parrain de la mafia japonaise ou même italienne. Ainsi, il possède de puissants Pokémon pour se faire respecter.
Il cherche à trouver les Pokémon les plus rares du monde pour s’en faire une équipe invincible, et possède une fortune considérable accumulée au fil des ans, ce qui lui permet d’avoir une organisation extrêmement sophistiquée, qu’il consacre au vol, appelée Team Rocket.

### Butch et Cassidy
Ce sont les rivaux de Jessie et James, mais ils n’apparaissent que dans quelques épisodes. Ils font partie des agents préférés du boss, c’est d’ailleurs pour cela que Jessie et James sont jaloux d’eux, car ils sont plus expérimentés et ont toujours les meilleurs gadgets et les meilleurs plans. Leurs noms anglophones et francophones sont une référence à Butch Cassidy.

Note : les personnages déforment toujours le nom de Butch (y compris Cassidy) en l’appelant Hutch, Bill, Biff, Buzz, Buffy, Buche, Boots, etc., ce qui a tendance à l’énerver. Et quand on l’appelle par son prénom, il s’énerve alors…

### Professeur Namba
Savant fou travaillant pour la Team Rocket en trouvant des armes, des nouvelles techniques ou encore, faire évoluer plus vite les Pokémon. Le plus souvent, il confie des missions à Cassidy et Butch (voir ci-dessus), bien qu’ils échouent toujours à toutes les missions.

### Domino
Elle apparaît pour la première fois dans le film Pokémon : le retour de Mewtwo. Ses nom et prénom sont inconnus (même des agents de la Team Rocket), car il s’avère que Domino est un nom de code. Giovanni l’appelle également Double09 (ou 009) et ses ennemis la nomment la Tulipe Noire (d’après ses propres dires dans le film).

### Attila et Hun
Attila et Hun (Buson et Bashō) est un duo de la Team Rocket qui apparaît dans Pokémon Chronicles. Leur but est alors de capturer le Pokémon légendaire Raikou. Beaucoup plus violents que les maladroits Jessie et James, ils n’hésitent pas à prendre Marina en otage brutalement et à maltraiter Raikou pour arriver à leurs fins.
Dans la version originale japonaise, Attila et Hun sont deux hommes, mais à la suite d'une erreur de transcription, Hun, avec ses cheveux longs, a été pris pour un personnage féminin et doublé par une comédienne dans la version américaine. Les traductions basées sur cette version, et notamment la version française, ont conservé cette erreur.
Leurs prénoms originaux sont ceux de deux poètes japonais de haïku : Buson Yosa et Bashō Matsuo. Dans la version anglophone (et la version française), il s’agit d’un jeu de mots sur Attila le Hun.

### Madame Boss
Sa véritable identité n’est pas connue mais les membres de la Team Rocket l’appellent Madame Boss. Elle était la leader de l’organisation avant que son fils, Giovanni, vienne au pouvoir. Il est dit que c’était une personne redoutée, notamment à cause de sa voix effrayante. On peut l’apercevoir uniquement dans le CD intitulé La Naissance de Mewtwo où elle demande à une membre de l’équipe, Miyamoto, d’aller à la recherche de Mew. Plus tard, Giovanni devient le Boss de la Team Rocket ayant comme but de continuer le projet de sa mère, mais ce dernier se rend compte que Mew est introuvable. Il demande par la suite à un scientifique nommé M. Fuji de lui créer un clone du fameux Pokémon.

### Miyamoto
Il semblerait que ce soit son prénom. Elle était membre de la Team Rocket du temps de Madame Boss et est la mère de Jessie (voir plus haut). Un jour, Mew est aperçu dans les Andes et sa chef lui demande de partir à sa recherche. Jessie est triste à cause du départ de sa mère et se fait prendre en photo lorsqu’elle est en pleurs. Le nom de Miyamoto a probablement été accordé en l’honneur de Shigeru Miyamoto, créateur japonais de jeu vidéo pour le compte de Nintendo, société éditrice de Pokémon. De plus un autre hommage du genre lui a été accordé puisque le nom japonais de Régis Chen est Shigeru.

## Devise de l'organisation
Contrairement à Jessie et James, qui énoncent une version modifiée, Butch et Cassidy utilisent la véritable devise.
| Version de Jessie, James et Miaouss | Version de Butch et Cassidy |
| --- | --- |
| Jessie : Nous sommes de retour. James : Pour vous jouer un mauvais tour. Jessie : Afin de préserver le monde de la dévastation. James : Afin de rallier tous les peuples à notre nation. Jessie : Afin de détruire l'Amour et la Vérité. James : Afin d'étendre notre pouvoir jusqu'à la Voie Lactée. Jessie : Jessie. James : James. Jessie : La Team Rocket, plus rapide que la lumière. James : Rendez-vous tous ou ce sera la guerre ! Miaouss : Miaouss, oui la guerre ! | Cassidy : Nous sommes de retour. Butch : Pour vous jouer un mauvais tour. Cassidy : Afin de polluer le monde par la dévastation. Butch : Afin de harceler les peuples de toutes les nations. Cassidy : Afin de dénoncer l’amour et la vérité. Butch : Afin d’étendre notre colère jusqu’à la Voie lactée. Cassidy : Cassidy ! Butch : Butch ! Cassidy : La Team Rocket nuit et jour autour de la Terre ! Butch : Rendez-vous tous de toute façon vous perdrez la guerre guerre guerre ! Rattatac : Rattatac ! |